# Берёзовка (приток Жидоховки)
Берёзовка — река в Старицком районе Тверской области России, правый приток реки Жидоховки.
Длина — 12 км. Исток — в 3 км северо-восточнее деревни Родня, расположенной на берегу Волги, устье — у деревни Покровское, в 200 м от впадения другого правого притока Жидоховки — Малой Жидоховки.

## Данные водного реестра
По данным государственного водного реестра России относится к Верхневолжскому бассейновому округу, водохозяйственный участок реки — Волга от города Тверь до Иваньковского гидроузла (Иваньковское водохранилище), речной подбассейн реки — бассейны притоков (Верхней) Волги до Рыбинского водохранилища. Речной бассейн реки — (Верхняя) Волга до Куйбышевского водохранилища (без бассейна Оки).
Код объекта в государственном водном реестре — 08010100712110000002497.